# Xã Chickasawba, Quận Mississippi, Arkansas
Xã Chickasawba (tiếng Anh: Chickasawba Township) là một xã thuộc quận Mississippi, tiểu bang Arkansas, Hoa Kỳ. Năm 2010, dân số của xã này là 18.215 người.